# Cacopsylla cretica
Cacopsylla cretica — вид клопів родини Листоблішки (Psyllidae). Вид живиться рослинним соком. Поширена листоблішка у помірному поясі Європи. Самиці більші за самців, завдовжки 3-4 мм.